# Русские поэты-футуристы
Ру́сские поэ́ты-футури́сты — писавшие на русском языке поэты русского авангарда, чьё творчество полностью или на определенном этапе было связано с футуризмом. Поэты данного направления провозглашали низвержение форм и условностей искусства ради его сопряжения с прогрессом XX века. Основной поэтической концепцией футуризма была передача ощущений по типу «потока сознания», акценты звуковой и графической составляющих в противовес смыслу — активно использовалась ономатопея и аллитерации; поэты часто обращались к рисункам, коллажам, комбинациям из типографских и рисованных шрифтов, математическим знакам.
Решающим фактором в отнесении того или иного автора к футуристам являлась поэтика его (её) произведений, однако в некоторых случаях необходимо принимать во внимание и факторы творческой биографии: участие в футуристических издательских проектах и акциях, подписи под футуристическими манифестами; так, в стихах Бенедикта Лившица, одного из важнейших участников футуристических альманахов 1910-х, элементы футуристической поэтики проявляются далеко не всегда, в то время как у Андрея Белого или Сергея Городецкого, никогда не примыкавших к футуризму, такие элементы поэтики вполне можно усмотреть. Некоторые из поэтов писали в русле футуризма весьма краткое время, позже сменив его на другие поэтические направления, либо прославившись в прозе и критике (например, Шкловский и Якобсон).
В список не включаются последователи футуризма, развивавшие его открытия в более позднее время, начиная с конца 1920-х (конструктивисты, ОБЭРИУ) и вплоть до настоящего времени. Список составлен на основе антологии «Поэзия русского футуризма» (2001, составители В. Альфонсов и С. Красицкий).

## Группировки
— писатели-эмигранты
 — поэты, также занимавшиеся живописью
 — авторы, чьё творчество перешло в общественное достояние
 — репрессированные поэты
 — погибшие в годы Великой Отечественной войны
- «Бескровное убийство» — литературно-художественная группа, сложившаяся в 1914 году вокруг Михаила Ле-Дантю и Ольги Лешковой и издававшая в 1915—1916 годах рукописный гектографированный журнал «Бескровное убийство». Деятельность группы, носившая анархично-карнавальный характер, предвосхитила абсурдистскую линию будущих обэриутов[4].
- «41°» — объединение, основанное в Тифлисе в 1917 году (хотя официально о ней было объявлено только два года спустя) поэтами Алексеем Кручёных, Ильёй Зданевичем, братом последнего художником Кириллом Зданевичем и театральным деятелем Игорем Терентьевым[5].
- Кубофутуризм («Гилея») — течение в русском искусстве 1910-х годов, охватившее главным образом литературу и живопись. Термин связан с тем, что поэты-футуристы выступали в тесном контакте с художниками-кубистами[6]. Кубофутуристы-художники активно сотрудничали с поэтами-футуристами из группы «Гилея»[7].
- «Мезонин поэзии» — группа, созданная в 1913 году московскими эгофутуристами под началом Вадима Шершеневича. Объединение появилось в качестве литературного противовеса «Гилее» с целью превзойти её успех. «Мезонин» испытывал сильное влияние итальянского футуризма, поклонником которого являлся Шершеневич[8].
- «Творчество» — дальневосточная группа, сложившаяся благодаря влиянию поэтов Асеева и Третьякова; группа была объединена вокруг одноимённого журнала, ставшего их «центральным органом»[9].
- «Центрифуга» и «Лирень» — «Центрифуга» сложилась в январе 1914 года из левого крыла поэтов, ранее ассоциировавшихся с издательством «Лирика». Основной инновацией объединения был акцент в произведениях на интонационно-ритмические и синтаксические структуры в большей степени, чем на сами слова[10]. Эгофутуризм («Академия Эгопоэзии», «Интуитивная школа», «Интуитивная Ассоциация Эго-футуризм (группа „Петербургского Глашатая“)» — направление, сложившееся вокруг Игоря Северянина[11]. Помимо общего футуристического письма для эгофутуризма характерно культивирование рафинированности ощущений, использование новых иноязычных слов, показное себялюбие.

## Список авторов
| Илл. | ФИО                                           | Год рожд. | Год смерти | Группировка                 | Примечание                                                                               |
| А    |                                               |           |            |                             |                                                                                          |
|      | Аксёнов, Иван Александрович                   | 1884      | 1935       | Центрифуга и Лирень         | Произведения в Викитеке                                                                  |
|      | Алымов, Сергей Яковлевич                      | 1892      | 1948       | Творчество                  |                                                                                          |
|      | Асеев, Николай Николаевич                     | 1889      | 1963       | Центрифуга и Лирень         | Сталинская премия (1941)                                                                 |
| Б    |                                               |           |            |                             |                                                                                          |
|      | Баян, Вадим                                   | 1880      | 1966       |                             |                                                                                          |
|      | Бобров, Сергей Павлович                       | 1889      | 1971       | Центрифуга и Лирень         |                                                                                          |
|      | Божидар                                       | 1894      | 1914       | Центрифуга и Лирень         | Покончил с собой. Произведения в Викитеке                                                |
|      | Большаков, Константин Аристархович            | 1895      | 1938       | Мезонин поэзии              | Произведения в Викитеке                                                                  |
|      | Бурлюк, Давид Давидович                       | 1882      | 1967       | Кубофутуризм                | Также художник. Произведения в Викитеке                                                  |
|      | Бурлюк, Николай Давидович                     | 1890      | 1920       | Кубофутуризм                | Расстрелян в Гражданскую войну Произведения в Викитеке                                   |
| В    |                                               |           |            |                             |                                                                                          |
|      | Вечорка, Татьяна (Толстая)                    | 1892      | 1965       |                             |                                                                                          |
| Г    |                                               |           |            |                             |                                                                                          |
|      | Гнедов, Василиск                              | 1890      | 1978       | Эгофутуризм                 |                                                                                          |
|      | Гольцшмидт, Владимир Робертович               | 1891      | 1957       |                             |                                                                                          |
|      | Грааль-Арельский                              | 1888      | 1937       | Эгофутуризм                 |                                                                                          |
|      | Гуро, Елена Генриховна                        | 1877      | 1913       | Кубофутуризм                | Также художник. Произведения в Викитеке                                                  |
| З    |                                               |           |            |                             |                                                                                          |
|      | Зак, Лев Васильевич (Хрисанф, М. Россиянский) | 1892      | 1980       | Мезонин поэзии              | Также художник.                                                                          |
|      | Зданевич, Илья Михайлович (Ильязд)            | 1894      | 1975       | Бескровное убийство, 41°    | Также художник. с 1920                                                                   |
|      | Золотухин, Георгий Иванович                   | 1886      | 1942       |                             |                                                                                          |
| И    |                                               |           |            |                             |                                                                                          |
|      | Иванов, Георгий Владимирович                  | 1894      | 1958       | Эгофутуризм                 | с 1922. Произведения в Викитеке                                                          |
|      | Ивнев, Рюрик                                  | 1891      | 1981       | Мезонин поэзии              | Произведения в Викитеке                                                                  |
|      | Игнатьев, Иван Васильевич                     | 1892      | 1914       | Эгофутуризм                 | Покончил с собой.                                                                        |
| К    |                                               |           |            |                             |                                                                                          |
|      | Каменский, Василий Васильевич                 | 1884      | 1961       | Кубофутуризм                | Также художник.                                                                          |
|      | Катанян, Василий Абгарович                    | 1902      | 1980       |                             |                                                                                          |
|      | Кирсанов, Семён Исаакович                     | 1906      | 1972       |                             |                                                                                          |
|      | Кокорин, Павел Михайлович                     | 1884      | 1938       | Эгофутуризм                 |                                                                                          |
|      | Кручёных, Алексей Елисеевич                   | 1886      | 1968       | Кубофутуризм, 41°           | Также художник. Произведения в Викитеке                                                  |
|      | Крючков, Дмитрий Александрович                | 1887      | 1938       | Эгофутуризм                 |                                                                                          |
|      | Кушнер, Борис Анисимович                      | 1888      | 1937       | Центрифуга и Лирень         |                                                                                          |
| Л    |                                               |           |            |                             |                                                                                          |
|      | Лавренёв, Борис Андреевич                     | 1891      | 1959       | Мезонин поэзии              | Сталинская премия (1946, 1950)                                                           |
|      | Лившиц, Бенедикт Константинович               | 1886      | 1939       | Кубофутуризм                | Произведения в Викитеке                                                                  |
| М    |                                               |           |            |                             |                                                                                          |
|      | Марр, Юрий Николаевич                         | 1893      | 1935       |                             |                                                                                          |
|      | Март, Венедикт                                | 1896      | 1937       | Творчество                  |                                                                                          |
|      | Мартынов, Леонид Николаевич                   | 1905      | 1980       | «Червонная тройка»          | Государственная премия СССР (1974)                                                       |
|      | Маяковский, Владимир Владимирович             | 1893      | 1930       | Кубофутуризм                | Покончил с собой. Также художник. Произведения в Викитеке                                |
| Н    |                                               |           |            |                             |                                                                                          |
|      | Незнамов, Пётр Васильевич                     | 1889      | 1941       | Творчество                  | Погиб в бою во время Великой Отечественной войны, находясь в рядах Московского ополчения |
|      | Низен, Екатерина Генриховна                   | 1874      | 1972       |                             |                                                                                          |
| О    |                                               |           |            |                             |                                                                                          |
|      | Олимпов, Константин Константинович            | 1889      | 1940       | Эгофутуризм                 | Сидел в сумасшедшем доме                                                                 |
|      | Оредеж, Иван (Лукаш)                          | 1892      | 1940       | Эгофутуризм                 |                                                                                          |
| П    |                                               |           |            |                             |                                                                                          |
|      | Пастернак, Борис Леонидович                   | 1890      | 1960       | Центрифуга и Лирень         | Произведения в Викитеке                                                                  |
|      | Петников, Григорий Николаевич                 | 1894      | 1971       | Центрифуга и Лирень         |                                                                                          |
|      | Петровский, Дмитрий Васильевич                | 1892      | 1955       |                             | Также художник.                                                                          |
|      | Платов, Фёдор Фёдорович                       | 1895      | 1967       | Центрифуга и Лирень         | Также художник.                                                                          |
|      | Пруссак, Владимир Владимирович                | 1895      | 1918       |                             |                                                                                          |
| Р    |                                               |           |            |                             |                                                                                          |
|      | Розанова, Ольга Владимировна                  | 1886      | 1918       | Кубофутуризм                | Также художник. Произведения в Викитеке                                                  |
|      | Рубин, Неол                                   | 1891      | 1978       |                             |                                                                                          |
| С    |                                               |           |            |                             |                                                                                          |
|      | Игорь Северянин                               | 1887      | 1941       | Эгофутуризм                 | с 1918 года. Произведения в Викитеке                                                     |
|      | Силлов, Владимир Александрович                | 1901      | 1930       | Творчество                  |                                                                                          |
|      | Спасский, Сергей Дмитриевич                   | 1898      | 1956       |                             |                                                                                          |
|      | Станевич, Вера Оскаровна                      | 1890      | 1967       |                             |                                                                                          |
| Т    |                                               |           |            |                             |                                                                                          |
|      | Терентьев, Игорь Герасимович                  | 1892      | 1937       | 41°                         | Также художник.                                                                          |
|      | Третьяков, Сергей Михайлович                  | 1892      | 1939       | Мезонин поэзии              | Произведения в Викитеке                                                                  |
|      | Туфанов, Александр Васильевич                 | 1877      | 1943       |                             |                                                                                          |
| Ф    |                                               |           |            |                             |                                                                                          |
|      | Филонов, Павел Николаевич                     | 1888      | 1941       |                             | Также художник.                                                                          |
|      | Фиолетов, Анатолий                            | 1897      | 1918       |                             |                                                                                          |
| Х    |                                               |           |            |                             |                                                                                          |
|      | Хабиас, Нина                                  | 1892      | 1943       |                             |                                                                                          |
|      | Хлебников, Велимир                            | 1885      | 1922       | Кубофутуризм                | Также художник. Произведения в Викитеке                                                  |
| Ч    |                                               |           |            |                             |                                                                                          |
|      | Чернявский, Николай Андреевич                 | 1892      | 1942       | 41°                         |                                                                                          |
|      | Чичерин, Алексей Николаевич                   | 1894      | 1960       |                             |                                                                                          |
|      | Чужак, Николай Фёдорович (Насимович)          | 1876      | 1937       | Творчество                  |                                                                                          |
|      | Чурилин, Тихон Васильевич                     | 1885      | 1946       |                             | Сидел в сумасшедшем доме                                                                 |
| Ш    |                                               |           |            |                             |                                                                                          |
|      | Шенгели, Георгий Аркадьевич                   | 1894      | 1956       |                             |                                                                                          |
|      | Шершеневич, Вадим Габриэлевич                 | 1893      | 1942       | Эгофутуризм, Мезонин поэзии |                                                                                          |
|      | Широков, Павел Дмитриевич                     | 1893      | 1963       | Эгофутуризм                 |                                                                                          |
|      | Шкловский, Виктор Борисович                   | 1893      | 1984       | Кубофутуризм                | до 1923 года                                                                             |
| Я    |                                               |           |            |                             |                                                                                          |
|      | Якобсон, Роман Осипович                       | 1896      | 1982       | Кубофутуризм                |                                                                                          |